# Dendropsophus pauiniensis
Dendropsophus pauiniensis é uma espécie de anfíbio da família Hylidae.
Pode ser encontrada nos seguintes países: Brasil e possivelmente em Bolívia.
Os seus habitats naturais são: florestas subtropicais ou tropicais húmidas de baixa altitude e rios.